# Rheineck
Rheineck je obec ve švýcarském kantonu St. Gallen. Nachází se na východě kantonu, nedaleko hranic s Rakouskem. Žije zde přibližně 3 400 obyvatel.

## Geografie
Rheineck leží mezi koncem údolí Rýna a deltou Rýna, asi 4 km před vtokem Rýna do Bodamského jezera. Leží mezi městy Rorschach a St. Margrethen přímo na švýcarsko-rakouské hranici v hraničním trojúhelníku Německo-Rakousko-Švýcarsko a je výchozím bodem horské železnice Rheineck–Walzenhausen. Rýn zde tvoří hranici mezi Rakouskem a Švýcarskem.
Rheineck je regionálním centrem oblasti Appenzeller Vorderland a údolí dolního Rýna. V úzkém hrdle mezi předhůřím Vorderlandu a Rýnem měl Rheineck po staletí strategický význam.
Sousedními obcemi jsou Thal a St. Margrethen v kantonu St. Gallen, Lutzenberg v kantonu Appenzell Ausserrhoden a Gaißau v rakouském Vorarlbersku.

## Historie

Rheineck s ruinou hradu, vyobrazení z počátku 19. století

Rheineck byl poprvé zmíněn kolem roku 1163 jako castellum Rinegge a v roce 1218 jako Rinegg. Novější výzkumy předpokládají, že Ad Rhenum, uvedené na Peutingerově mapě se nenachází v Rheinecku, ale v sousedním St. Margrethenu.
V karolinské době patřil Rheineck císařskému dvoru v Thalu. Kolem roku 1163 získal hrabě Rudolf von Pfullendorf od kostnického biskupa dvůr Thal a s ním i Rheineck jako léno. Současně od biskupa koupil castellum Rinegge, které lze snad ztotožnit s hradem a dnešní zříceninou Alt-Rheineck. Ve 13. století byl postaven hrad Neu-Rheineck, který byl zničen v roce 1445 a jeho zřícenina byla zbořena v roce 1747. Hradby spojovaly hrady s městečkem. To se skládalo pouze ze dvou řad domů a mělo tři brány. V roce 1208 o dvůr bojovalo opatství St. Gallen a biskupství v Kostnici, které se v roce 1209 stalo císařským podhradím. Výsady potvrzené králem Rudolfem I. Habsburským v roce 1276 podpořily rozvoj města. V roce 1291 je doložen přívoz do Gaißau, v roce 1312 soudní vykonavatel, v roce 1340 týdenní trh a v roce 1424 učitel. Radnice byla postavena v letech 1553 až 1555. Páni z Rheinecku, připomínaní v letech 1169 až 1365, ministeriálové biskupa z Kostnice a opata ze St. Gallenu, dočasně zastávali funkci fojtů. V roce 1309 byl Rheineck zastaven hraběti Hugovi III. z Werdenbergu-Heiligenbergu, v roce 1395 jej získal Leopold III. z rodu Habsburků a za měnící se vlády se zapletl do zmatků appenzellských válek a později do staré curyšské války. Po vítězství nad Habsburky u Wolfhaldenu v roce 1445 zničili Appenzellští Rheineck a převedli jej pod svou vládu spolu s okrskem Rheintal, získaným do roku 1460. Poté, co v roce 1489 zanikl klášter Rorschach, byl Rheineck v letech 1490–1798 hlavním městem spolkového hejtmanství Rheintal. Vrchní soud byl v roce 1544 přesunut z cesty proti Thalu k Rýnu do Burietu. V letech 1798–1803 patřil Rheineck k okresu Unterrheintal v helvétském kantonu Säntis, v letech 1803–1831 k okresu Rheintal v nově založeném kantonu St. Gallen a v letech 1831–2002 k okresu Unterrheintal. V letech 1831 až 1861 se Rheineck a Berneck střídavě stávaly místem zasedání okresního soudu a okresní samosprávy.

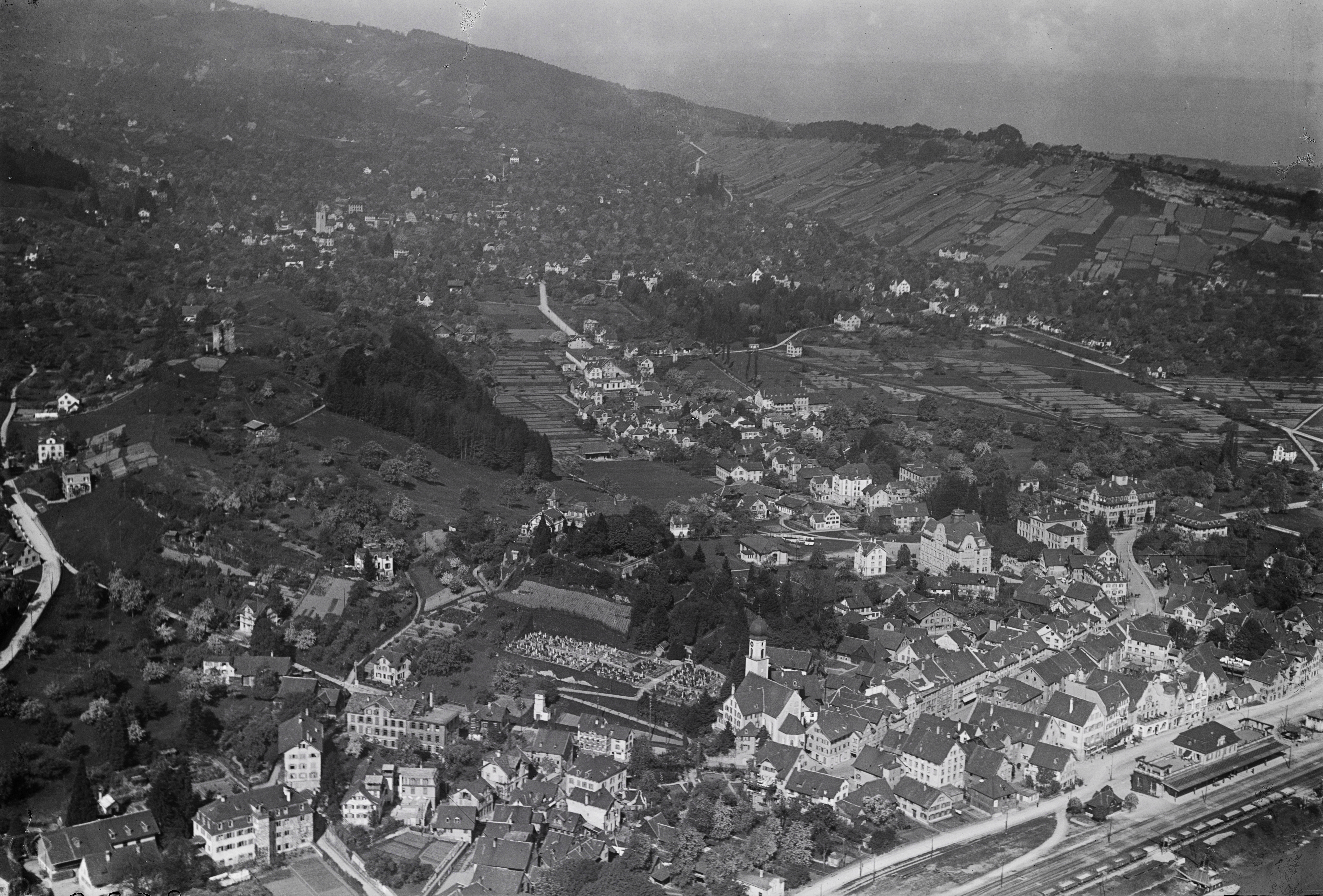
Rheineck, letecký pohled z roku 1923

Mezi 16. a 19. stoletím vlastnili většinu statků na horském svahu u Rheinecku obchodníci ze St. Gallenu. Vinařství se zde provozovalo až do konce 19. století. Rheineck, který byl od vrcholného středověku privilegován celními a stohovacími právy, žil především z tranzitního obchodu. S překládkou průměrně 600 vorů ročně byla obec až do poloviny 19. století nejdůležitějším překladištěm zboží z Churu. Přes Bodamské jezero se dováželo obilí a sůl pro údolí Rýna a Appenzell. Přes Rheineck probíhal také obchod se surovinami pro výrobu plátna. V 18. století přinesl obchod s textilem s Itálií hospodářskou prosperitu, o čemž svědčí panský dům Löwenhof, který v letech 1742–1746 postavil obchodník Johannes Heer. V letech 1826–1829 zde Sebastian Heer a J. C. Dalwig společně s anglickými mechaniky provozovali první továrnu na tkalcovské stavy ve Švýcarsku. Kvůli nedostatku vody přenesl Heer přidruženou mechanickou tkalcovnu do Vorarlberska. V roce 1831 byla založena továrna na výrobu hedvábné gázy Thal-Rheineck, která i v 21. století vyráběla jako Sefar AG monofilní přesné tkaniny.
Štěrkování koryta alpského Rýna, v 19. století stále častěji také v okolí Rheinecku, spolu s otevřením železniční trati Rorschach–Chur v roce 1858 vedlo k úpadku tradičních průmyslových odvětví, zatímco těžba štěrku měla význam v letech 1870 až 1940. Z obav před hospodářskými ztrátami se Rheineck v 19. století bránil také odklonu Rýna. To se uskutečnilo v roce 1900 průlomem Fußachu a ukončilo záplavy v obci. Obec, která ležela pouze na starém Rýnu, vedla kampaň za zachování lodního spojení s Bodamským jezerem. Ve dvacátých a třicátých letech 20. století se stala oblíbeným cílem parníků na Bodamském jezeře. Od 60. do 70. let 19. století nabízel možnosti obživy vyšívací a hedvábnický průmysl. V letech 1899–1925 zde existovala vyšívací škola. Kantonální zemědělská škola v Custerhofu, založená v roce 1896, byla v roce 1977 přeměněna na zemědělskou školu a v roce 2004 připojena ke Kantonálnímu centru odborného a dalšího vzdělávání jako středisko pro vzdělávání v oblasti domácí ekonomiky. Místní dopravní spojení bylo zavedeno v roce 1860 dostavníkem do Heidenu, v roce 1869 do Thalu a v roce 1871 do Walzenhausenu, kam od roku 1896 vede také horská železnice. Rýnský most nahradil v roce 1874 přívoz. V roce 1964 byl Rheineck napojen na dálnici A1.

## Obyvatelstvo

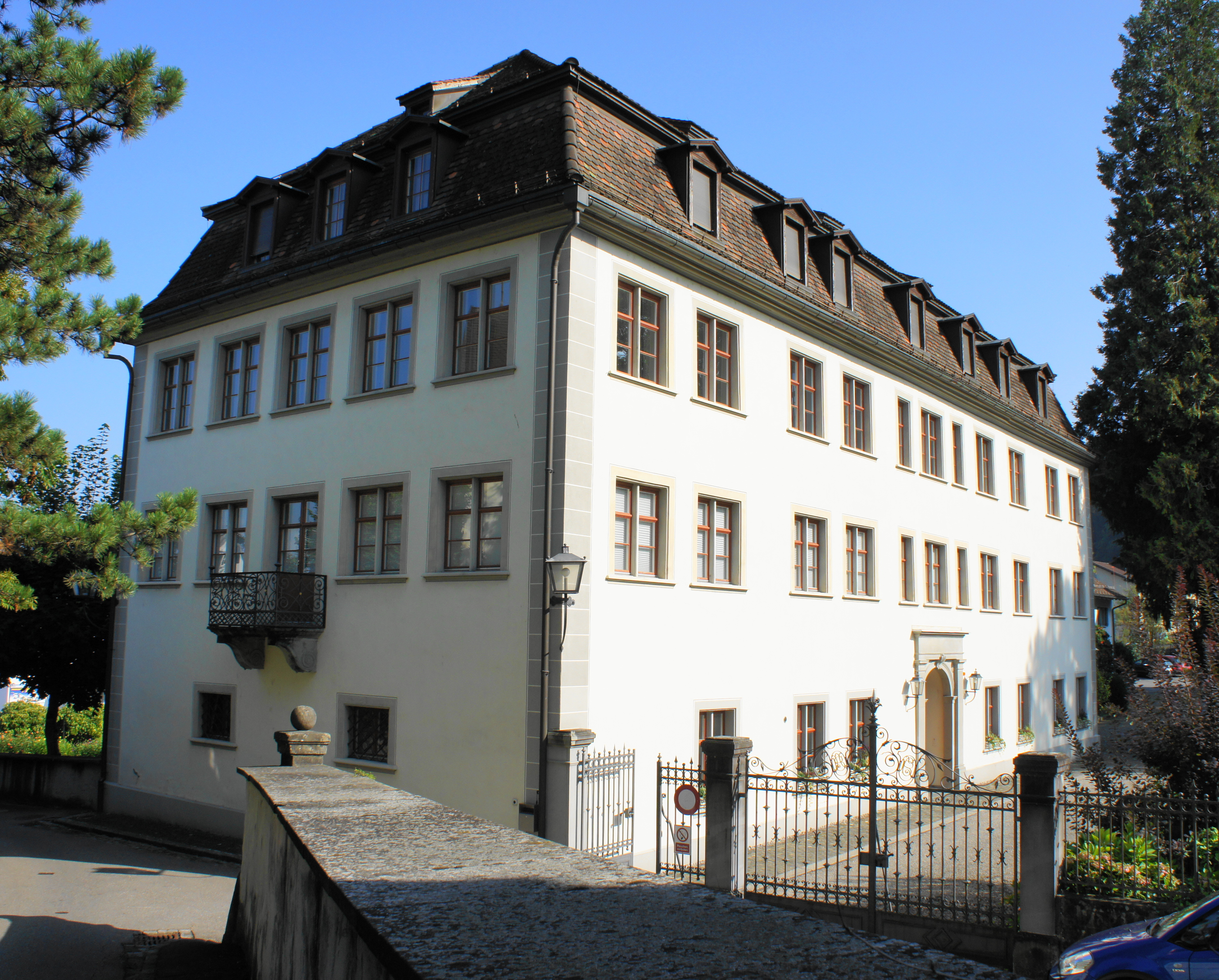
Zámeček Custerhof

| Rok            | 1634 | 1850 | 1900 | 1950 | 1970 | 2000 | 2010 | 2019 |
| Počet obyvatel | 548  | 1177 | 2094 | 2600 | 3275 | 3231 | 3325 | 3398 |

## Doprava

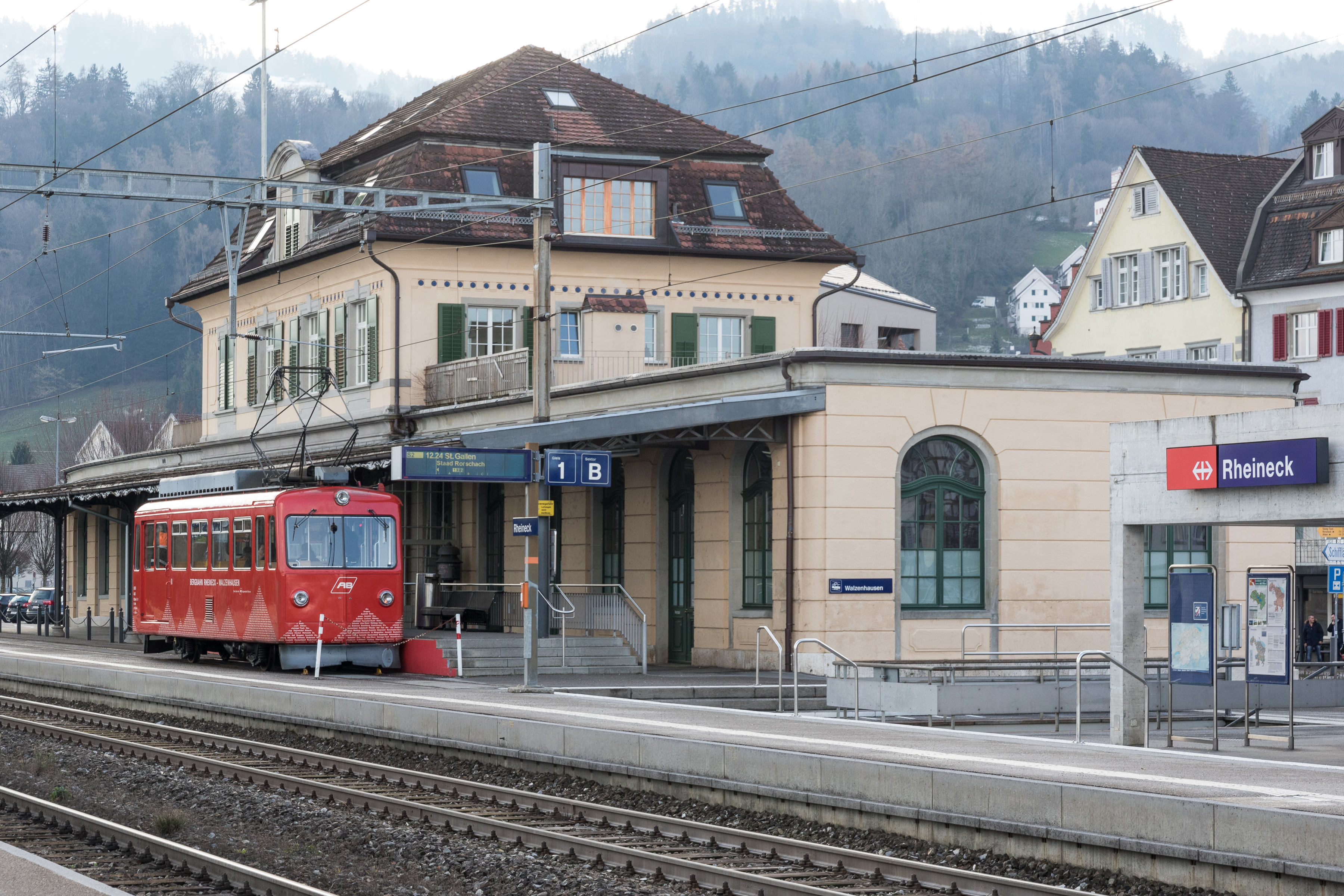
Železniční stanice Rheineck

Rheineck leží na hlavní silnici St. Gallen/Kreuzlingen – Rorschach – St.Margrethen – Chur a má sjezd z dálnice A1. Rheineck, jehož podíl dojíždějících za prací činil v roce 2000 63 %, resp. 66 %, trpí silnou tranzitní dopravou.
Veřejné dopravě slouží železniční stanice na trati Chur–Rorschach, kterou obsluhují linky S2, S3 a S4 S-Bahn St. Gallen, z nádraží Rheineck jezdí horská železnice do Walzenhausenu, pravidelná lodní doprava do Rorschachu a poštovní autobusové linky přes Thal a Altenrhein do Rorschachu, do Heidenu a St. Margrethenu. Od nádraží Rheineck jezdí poštovní autobus také do rakouského Bregenzu.